# Амага (одиниця вимірювання)
Амага (англ. amagat, позначається amg, Am) — практична одиниця концентрації частинок. Хоча її можна застосовувати до будь-якої речовини і за будь-яких умов, але визначається як кількість молекул ідеального газу на одиницю об'єму за тиску 1 атм (101325 Па) і температури 0 °C (273,15 К). Названо на честь вченого Еміля Амага (фр. Emile Amagat).

## Визначення
Концентрація частинок в amg, позначену тут {\displaystyle \eta }, визначають як
{\displaystyle \eta ={\frac {n}{n_{0}}}},
де n0 = 1 amg = 2.6867805 × 1025 м−3 = 44.615 036 моль/м3 — стала Лошмідта.
На практиці концентрацію частинок ідеального газу за тиску p та температури T можна розрахувати так:
{\displaystyle \eta =\left({\frac {p}{p_{0}}}\right)\left({\frac {T_{0}}{T}}\right)\,{\rm {amg}}} ,
де T0 = 273.15 К і p0 = 101.325 кПа.

## Приклад
Концентрація частинок ідеального газу (наприклад, повітря) за кімнатної температури (20 °C) та 1 атм (101.325 кПа)
{\displaystyle \eta =\left({\frac {1\,{\rm {atm}}}{p_{0}}}\right)\left({\frac {273.15\,{\rm {K}}}{(273.15+20)\,{\rm {K}}}}\right){\rm {amg}}=0.932\,{\rm {amg}}}.